# Creus de terme de Cervera
Les creus de terme de Cervera són un conjunt de creus de terme del municipi de Cervera (Segarra), pràcticament totes elles desaparegudes. Només queda en peu la Columna de Sant Roc, situada a mig camí entre Castellnou d'Oluges i Malgrat.
Cervera tingué diverses creus senyaladores dels camins que hi duien: la Creu del camí de Castellnou (desapareguda el 1936); la Creu del camí de les Oluges; la Creu del Coll d'En Fica; la Creu de la Magdalena. Posteriorment, es va aixecar la Creu dels Aurenets, la Creu de N'Avinyó, la Creu del Portal de la Vall o de Sant Magí.
L'especier cerverí Francesc Oller, va encarregar el 1416 la construcció d'una creu al picapedrer cerverí Pere de Vall-llebrera, que es va col·locar a la bifurcació dels camins que van a Tarroja de Segarra i a Montfalcó Murallat, cosa que fa suposar que es tracta de l'anomenada Creu del camí de la ribera del Sió, dita darrerament Creu de la Via, per la seva proximitat a la del ferrocarril, enrunada definitivament l'any 1936.

## Galeria

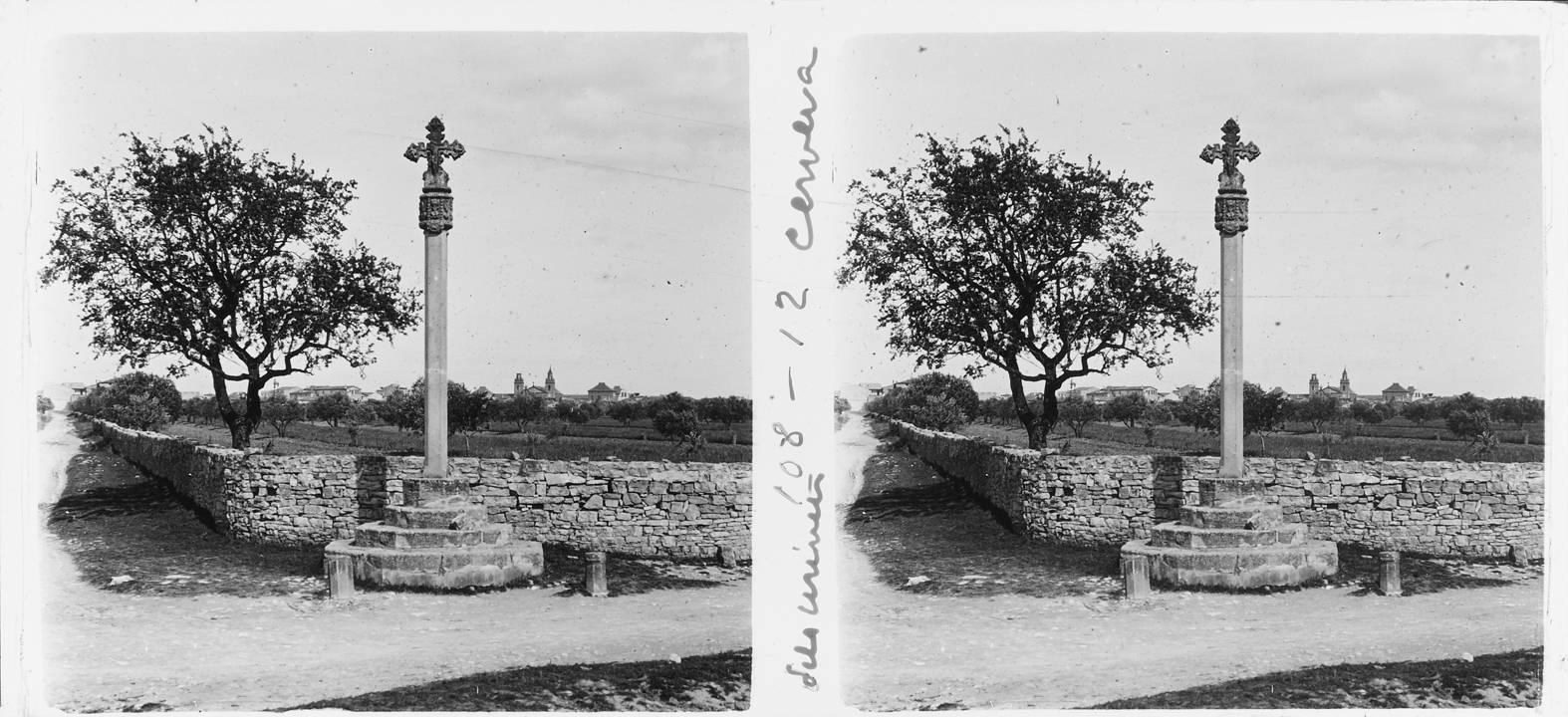
Creu dels Aurenets, el 1913
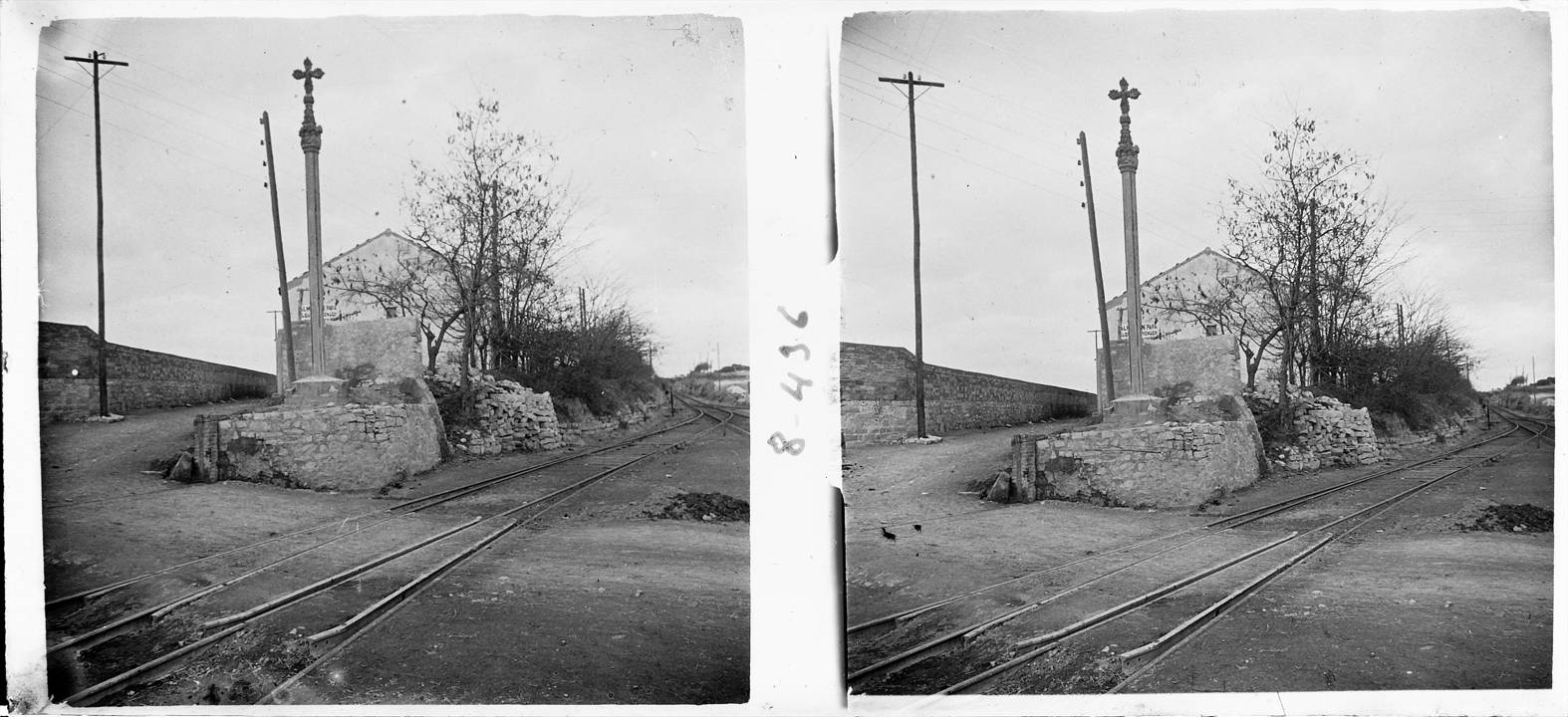
Creu del camí de Guissona, el 1918
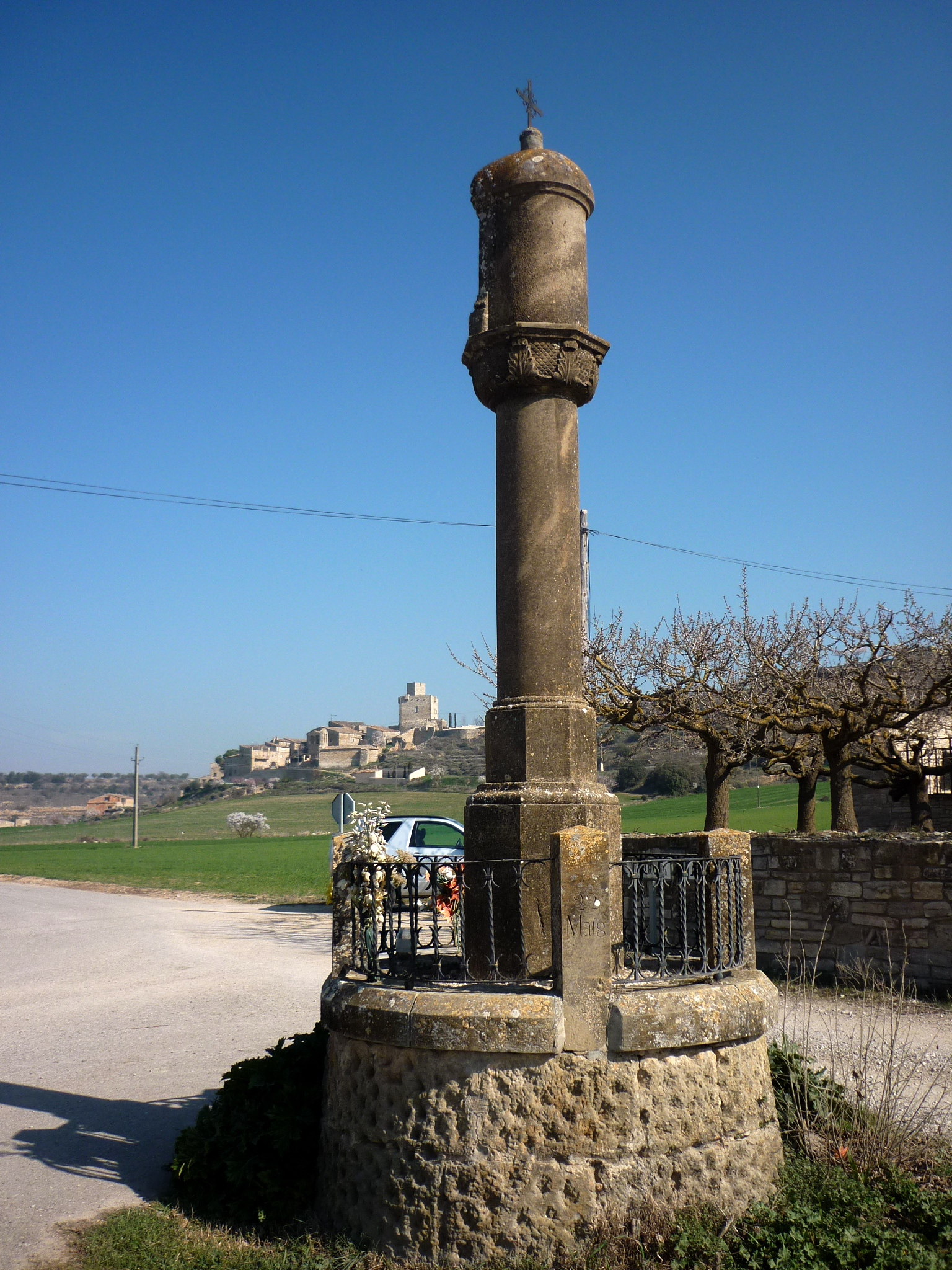
Columna de Sant Roc